# Karl Peter von Theobald
Karl Peter Wilhelm Apollinaris von Theobald (* 22. Oktober 1769 in Rastatt; † 10. Oktober 1837 in Nürnberg) war ein bayerischer Generalleutnant.

## Leben
Er wurde geboren als Sohn von Johann Peter von Theobald (1717–1802), württembergischer Oberstleutnant und Kriegsrat sowie dessen Frau Maria Barbara von Gauthier (1745–1785) aus Wissembourg im Elsass. Der Bruder des Vaters, Johann Wilhelm Theobald, war katholischer Ordenspriester, erster Provinzial der Lazaristen in der Kurpfalz und Pfarrer von Neustadt an der Weinstraße.
Theobald besuchte Schulen in Heidelberg sowie Straßburg, wechselte dann an die Hohe Karlsschule zu Stuttgart und trat 1790 in die pfalz-bayerische Armee ein. Infolge Kaufs wurde er wurde Unterleutnant im 8. Füsilierregiment „Rambaldi“ und kämpfte im Ersten sowie im Zweiten Koalitionskrieg. Im Dritten Koalitionskrieg focht Theobald 1805 als Kapitän gegen die Tiroler und 1807 als Major in Schlesien. Er nahm am Österreichisch-Französischen Krieg 1809 in Tirol teil und erhielt im Mai 1809 das Kreuz der französischen Ehrenlegion. Als Oberstleutnant und Bataillonschef kämpfte er 1812 in Russland.
Während der Befreiungskriege gegen Frankreich kommandierte Karl Peter Theobald, am 30. und 31. Oktober 1813, in der Schlacht bei Hanau, als Oberst, das 1. Bataillon des 9. Linieninfanterieregiments, wobei ihm General Joseph Maria von Rechberg (1769–1833) die Verteidigung der Mainbrücke und von Sachsenhausen übertrug. Danach avancierte er zum Kommandeur des 10. Infanterie-Regiments. Als solcher zeichnete sich Theobald während der Belagerung von Belfort, am 28. Dezember 1813 aus, indem er, gemeinsam mit dem Kavallerieoffizier Carl von Mannlich, einen heftigen feindlichen Ausfall zurückwies, wobei sie mehrere Gegner gefangen nahmen und an eigenen Leuten keinerlei Verluste erlitten. 1814 hatte er mit seiner Truppe entscheidenden Anteil am siegreichen Ausgang der Schlacht von Bar-sur-Aube am 27. Februar 1814. Für die Erstürmung der Stadt wurde Theobald mit dem Ritterkreuz des Militär-Max-Joseph-Ordens ausgezeichnet und als „Ritter von“ in die Adelsmatrikel des Königreichs Bayern aufgenommen. Gleichzeitig erhielt er das Ritterkreuz des österreichischen Leopold-Ordens und den russischen St.-Annen-Orden II. Klasse.
Nach dem Kriege wurde Theobald 1815 Kommandeur des 1. Infanterie-Regiments „König“ in München. 1823 ernannte man ihn zum Generalmajor und Brigadier in Augsburg, 1825 trat er die gleiche Stelle in Speyer an. 1828 beförderte man ihn zum Divisionschef in Würzburg und er erhielt zu seinem 50. Dienstjubiläum den Ludwigsorden. 1832 avancierte Theobald zum Generalleutnant und wurde am 28. Oktober 1835 zum Inhaber des 4. Infanterie-Regiments ernannt. Am 22. Mai 1836 trat er in den Ruhestand und starb ein Jahr später in Nürnberg, wo er die letzten Lebensmonate verbracht hatte.

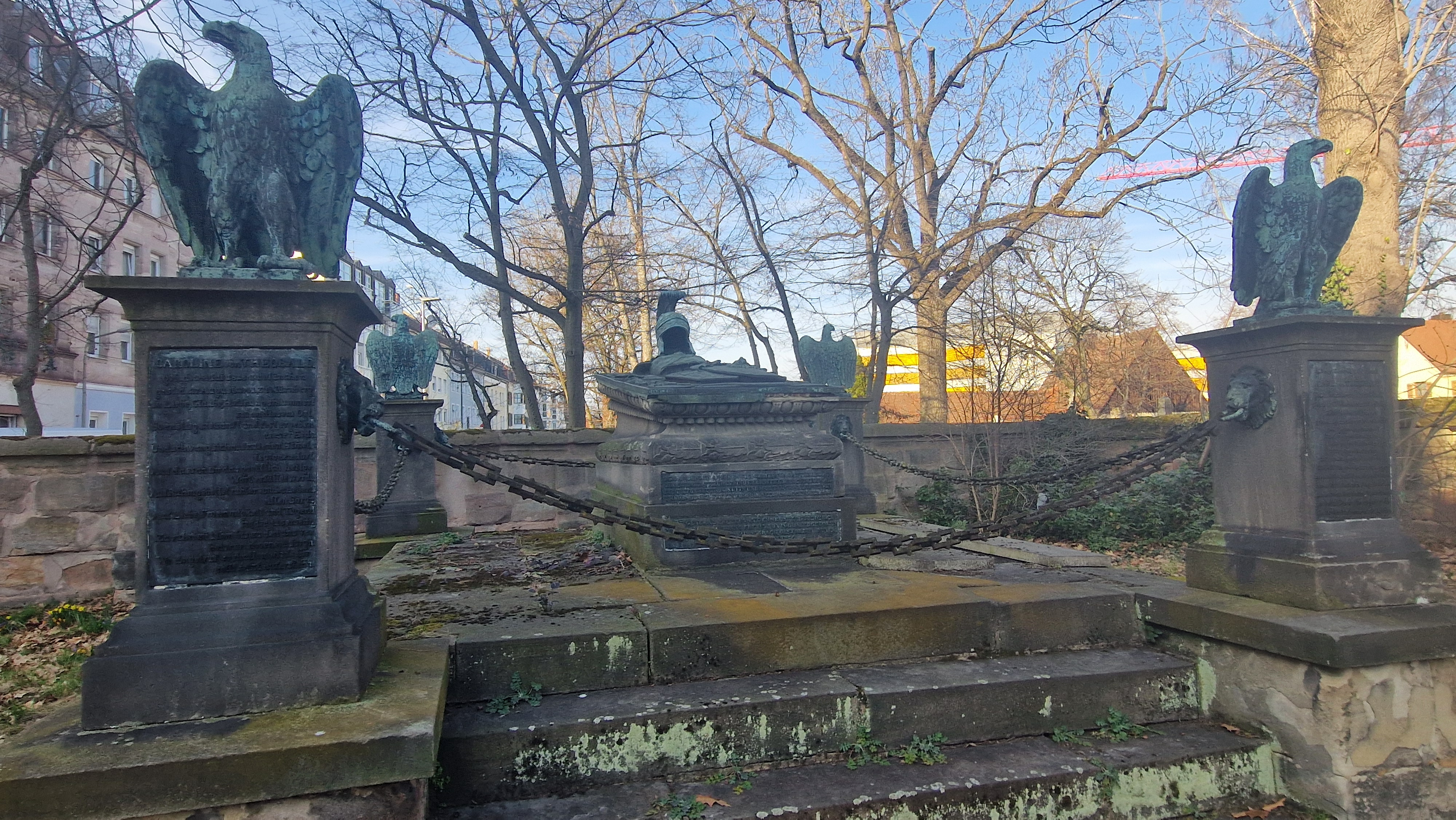
Grab von Karl Theobald auf dem Militärfriedhof in Nürnberg

Theobald wurde auf dem Militärfriedhof Nürnberg (Gostenhof) beigesetzt, der sich an den historischen Rochusfriedhof anschließt. Dort hat er die aufwändigste und schönste Grabstätte, gestiftet von seiner Gattin und der Tochter. Die Bronzeskulpturen des Grabes stammen von dem berühmten Erzgießer Jakob Daniel Burgschmiet.
In Germersheim war die „Theobaldkaserne“ nach dem Offizier benannt; sie wurde 1962 abgerissen. Ebenso erinnert dort die „Theobaldstraße“ an ihn.

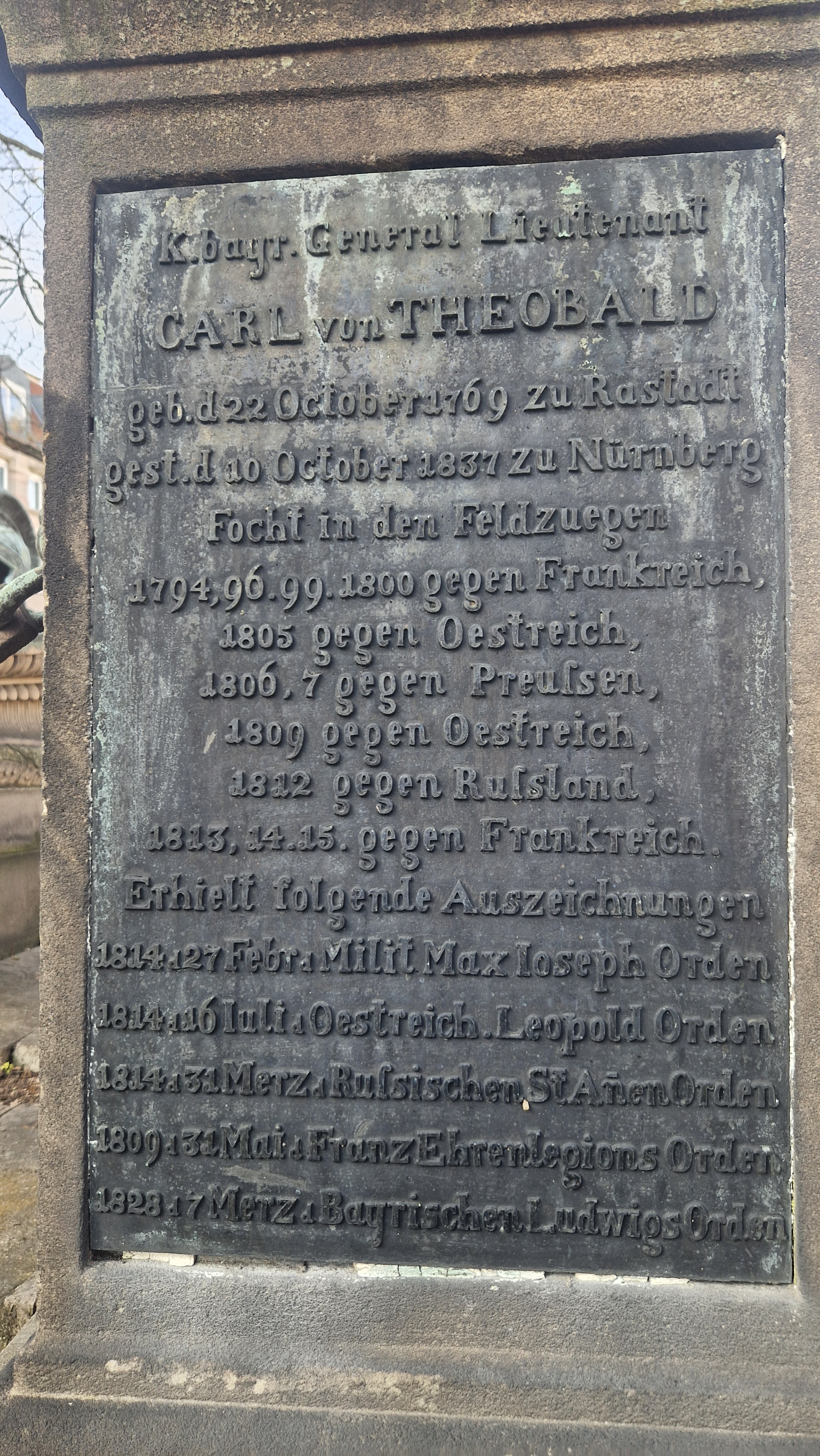
Tafel auf dem Grab des Karl Theobald auf dem Militärfriedhof in Nürnberg

Sein Bruder Joseph von Theobald (1772–1837) war württembergischer General und Landtagsabgeordneter. Joseph Karl Valentin Theobald (1800–1862), ein weiterer Bruder, wirkte als badischer Generalleutnant.